# Alors, heureuse ?
 (mars 2024).
« Alors, Heureuse ? » est une expression que certains hommes utiliseraient traditionnellement après un rapport sexuel afin de vérifier si leur partenaire est satisfaite de leur effort. Elle est fréquemment utilisée pour tourner en dérision une certaine attitude machiste. Prononcée par Paul Meurisse dans Du mouron pour les petits oiseaux en 1962, et par Jean-Paul Belmondo dans le film Le Magnifique, de Philippe de Broca en 1973, elle est devenue une phrase culte. Une publicité contre l'abus de consommation d'alcool, de la série « Tu t'es vu quand t'as bu ? », s'est servi de cette même expression. Les médias la reprennent cycliquement pour traiter divers sujets sur le mode de la dérision.
L'expression est parfois utilisée au masculin, comme lors d'un documentaire Arte sur l'orgasme masculin ou lors d'un numéro « Ethnologie de la France » évoquant les gens heureux. Un magazine de France 2 animé par Frédéric Lopez et produit par Marie-France Brière à partir de 1999 s'est appelé Alors, heureux ?.
L'expression est également le titre d'une chanson de Laroche Valmont et une compilation de dessins politiques de Michel Iturria.